# Olivia Vieweg

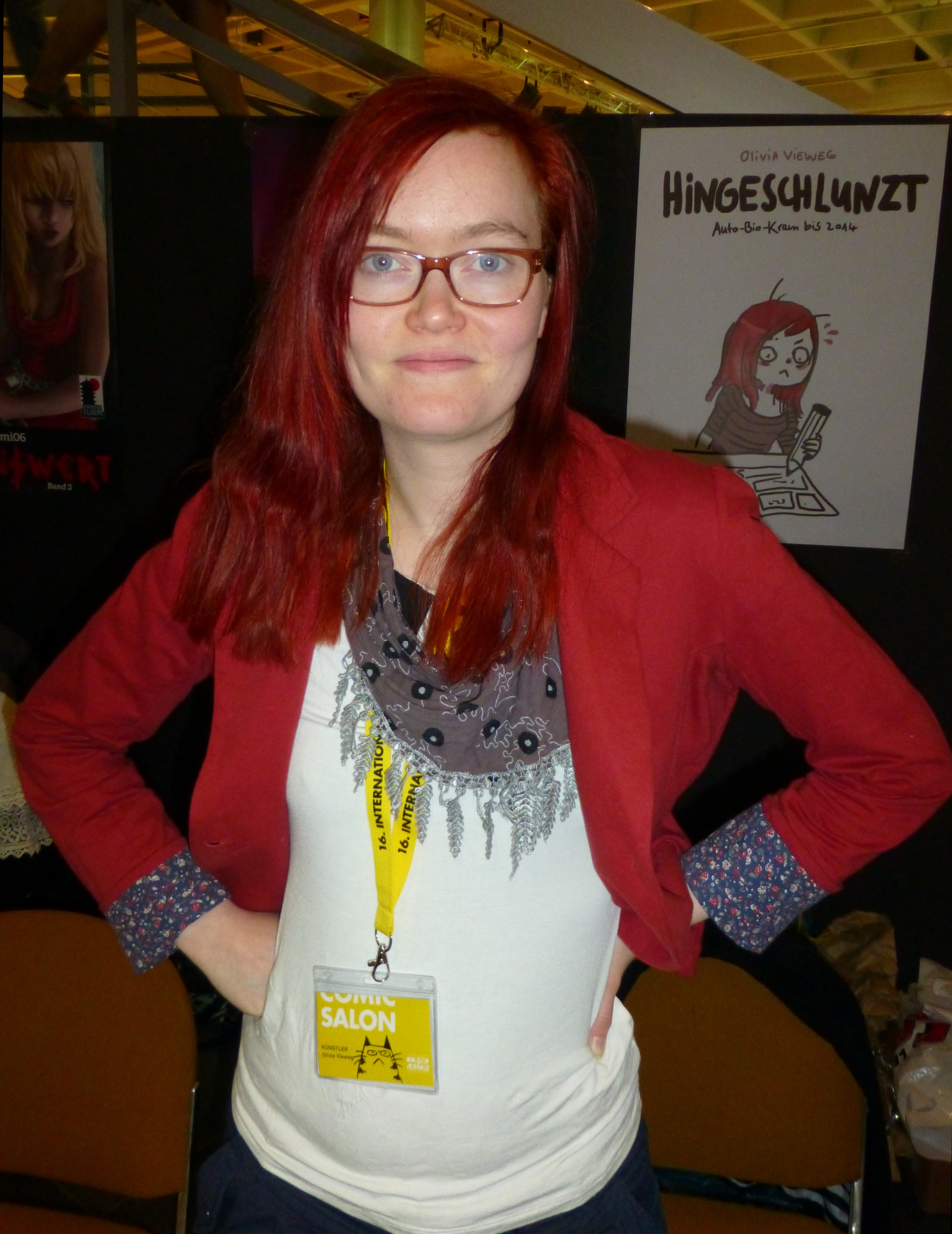
Olivia Vieweg (2014)

Olivia Vieweg (* 3. Oktober 1987 in Jena) ist eine deutsche Comiczeichnerin und Drehbuchautorin. Von ihr stammen unter anderem die Graphic Novels Huck Finn, Endzeit, und Fangirl Fantasy.

## Leben
Olivia Vieweg wurde 1987 in Jena geboren, als ersten Berührungspunkt mit dem Medium Comic gibt sie das Lustige Taschenbuch an. Prägender war für sie jedoch Sailor Moon, einer der ersten japanischen Anime, der in Deutschland große Erfolge feierte. Bereits während ihres Studiums (Visuelle Kommunikation an der Bauhaus-Universität Weimar) veröffentlichte sie eine Reihe Cartoonbücher beim Carlsen Verlag. 2010 zeigte das Stadtmuseum Gera ihre erste Ausstellung, gemeinsam mit Katja Klengel. Danach schloss ihr Studium mit dem Zombie-Comic Endzeit ab.
Olivia Vieweg lebt in Weimar. 2015 war sie Stipendiatin in der Drehbuchwerkstatt München, dort gewann sie für ihr erstes Drehbuch Endzeit den Tankred-Dorst-Preis für das beste Buch des Jahres. 2014 zeichnete sie ein Jahr den einseitigen Comicstrips auf der Rückseite der Sonntagsbeilage des Tagesspiegels.
2015 erschien beim Suhrkamp Verlag ihre Graphic Novel Schwere See, mein Herz, der Titel basiert auf einem Lied von Element of Crime. Während der Dreharbeiten zur Filmumsetzung ihres Drehbuchs zu Endzeit begann Olivia Vieweg eine neue Umsetzung der Geschichte als Graphic Novel, das Buch erschien 2018 beim Carlsen Verlag und 2020 unter dem Titel "Ever After" in den USA.
2019 adaptierte sie den antiken Klassiker Antigone als Comic. Von 2020 bis 2021 war sie Stipendiatin der Akademie für Kindermedien und gewann mit ihrem Projekt Blasmusik des Todes den mit 15.000 Euro dotierten Preis für das Beste Projekt des Jahres der Mitteldeutschen Medienförderung (MDM), sowie den mit 2.500 Euro dotierten Preis des Magellan Verlag. Auf Basis dieses Projekts erschien 2024 beim Ueberreuter Verlag ihr erster Roman Die Stadt der Schattenschläfer. Im gleichen Jahr erschien während des Internationalen Comic Salon Erlangens beim Carlsen Verlag ihre Graphic Novel Fangirl Fantasy. Das Buch sowie die früheren Werke Viewegs wurden in einer Einzelausstellung im Kunstmuseum Erlangen präsentiert.

## Werk
Olivia Vieweg erste drei Langcomics Endzeit, Huck Finn und Antoinette kehrt zurück zeichnete sie ausschließlich mit Bleistift, davor tuschte sie ihre Arbeiten üblicherweise. Nachbearbeitet und koloriert wird von ihr am Computer. Bei den Geschichten ist ihr eine regionale Verortung wichtig, im Interview mit dem Deutschlandfunk geht sie auf ihren eigenen ostdeutschen Hintergrund ein und den Wunsch, ostdeutsche Landschaften zu Helden in ihren Geschichten zu machen. Andreas Platthaus sieht als weitere wichtige Einflüsse Gothic-Elemente und die Kunst des frühen 20. Jahrhunderts an.

### Frühe Comics
Erste Amateurcomics im „Mangastil“ (sogenannte Dōjinshi) veröffentlichte Vieweg im Onlineportal von Animexx unter dem Pseudonym VenusKaiô. Einige davon wurden in Anthologiereihen (Verlag Schwarzer Turm) veröffentlicht. Dabei fungierte sie teilweise erstmals auch als Herausgeberin, eine Aufgabe, die sie später bei den Subway to Sally Storybooks erneut übernahm. Die beiden Bände mit Kurzgeschichten nach Liedtexten der gleichnamigen Gruppe erschienen 2008 bei Egmont Manga & Anime sowie 2012 bei Schwarzer Turm.
2010 bekam sie für die Herausgabe von Paper Theatre einen „Sonderpreis der Jury für eine besondere Leistung oder Publikation“ im Rahmen des ICOM Independent Comic Preises.

### Dicke Katze
Von 2009 bis 2011 erschienen drei Bücher mit Cartoons über eine getigerte Perserkatze bei Carlsen. Der erste Band Warum Katzen besser sind als Männer erschien 2009 und lag 2011 in dritter Auflage vor. Dazu gestaltete sie diverse Merchandisingartikel wie Plüschtiere und Buttons. Zu der Figur zeichnete sie auch drei einseitige Gagcomics, die im Magazin Comix abgedruckt wurden.

### Endzeit
In Endzeit versuchen zwei junge Frauen, nachdem sie mit dem Zug auf halber Strecke stecken geblieben sind, sich zu Fuß durch eine von Zombies bevölkerten Welt nach Jena durchzuschlagen. Der 72 Seiten umfassende Comic wurde als Diplomarbeit 2011 für die Bauhaus-Universität geschaffen. Er erschien 2012 zunächst ummontiert auf 46 Seiten im größeren Format A4 und gespiegelt auf japanische Leserichtung in drei Fortsetzungen im Magazin Comix, sowie im selben Jahr in Originalform bei Schwarzer Turm als Buch. Einige Jahre später nahm sich Vieweg der Story wieder an, verwandelte sie in ein Drehbuch (verfilmt von Arte und ZDF, und 17. August 2021 im Rahmen der ZDF-Reihe Das kleine Fernsehspiel veröffentlicht) und erneut in einen Comic, der 2018 wieder unter dem Titel Endzeit im Carlsen Verlag erschienen und mit 288 Seiten deutlich umfangreicher als die ursprüngliche Fassung ist. Koloriert wurde die Fassung von 2018 durch Ines Korth und Adrian vom Baur.

### Huck Finn
Die Adaption von Die Abenteuer des Huckleberry Finn entstand aus der Vorgabe des Suhrkamp Verlages, für deren von Andreas Platthaus kuratierten neuen Graphic-Novel-Schiene zunächst ausschließlich Werke aus dem eigenen Programm als Comic umzusetzen. Olivia Vieweg verlegte das Werk ins 21. Jahrhundert und vom Mississippi an die Saale. Den Sklavenjungen Jim machte sie zur asiatischen Zwangsprostituierten Jin.

### Antoinette kehrt zurück
Das 2012 erstmals von Ehapa vergebene Comic-Stipendium stand unter dem Motto „Heimat 2.0“ und war mit 5000 € Vorschuss und einer fixen Veröffentlichung im Verlag dotiert. Vieweg gewann den Preis mit ihrem Exposé über eine junge Frau, die nach Rache sinnt und aus Los Angeles in ihre alte Heimat kommt. Die Geschichte zitiert Der Besuch der alten Dame, verarbeitet aber auch das Motiv „Mobbing unter Jugendlichen“ aus Mohiro Kitos Manga Naru Taru.

### Fangirl Fantasy
Das 2024 bei Carlsen Verlag erschienene Buch erzählt von vier Freundinnen, die einen von ihnen verehrten Schauspieler Allen Dale entführen. Im ländlichen Thüringen von ihnen gefangen gehalten soll er von ihnen geschriebene Szenen zum Leben erwecken, die dessen erfolgreiche Romanzen, Space-Operas oder Superheldegeschichten fortsetzen. Eigentlich wollte Allen diese hinter sich lassen und sich ernst genommenen Stoffen widmen. Doch während er seine Fans zu Anfang eher hasst, lernt er deren Hingabe auch zu schätzen, und sowohl übergriffige als auch liebevolle Seiten von Fans werden beleuchtet. In dem Buch verarbeitet Vieweg viele eigene Erfahrungen, Eindrücke und Ansichten zu weiblichen Fans, in deren Umfeld sie sich selbst immer wieder bewegte und selbst gern für Popkultur schwärmt. Der Handlungsort ist von ihren Besuchen in heruntergekommenen Industrien im Thüringer Wald inspiriert.

## Preise
- Preis des Magellan Verlag[22] 2021
- Preis der Mitteldeutschen Medienförderung für Blasmusik des Todes[23] 2021
- Rudolph-Dirks-Award, Kategorie „Deutschland – Bestes Szenario“ 2018
- Tankred Dorst Preis[24] 2015 für das Drehbuch zu Endzeit
- Comic-Stipendium der Ehapa Comic Collection des Egmont Ehapa Verlags 2012
- ICOM Independent Comic Preis 2010

## Bibliographie
Comics
- Endzeit. Schwarzer Turm, Weimar 2012, ISBN 978-3-934167-61-2.
  - Neu bearbeitete und erweiterte Ausgabe: Endzeit. Carlsen, Hamburg 2018, ISBN 978-3-551-76169-9.
- Huck Finn. Suhrkamp, Berlin 2013, ISBN 978-3-518-46429-8.
- Antoinette kehrt zurück. Egmont Graphic Novel, Köln 2014, ISBN 978-3-7704-5500-3.
- Hingeschlunzt. Schwarzer Turm, Weimar 2014, ISBN 978-3-934167-70-4.
- Schwere See, mein Herz. Suhrkamp, Berlin 2015, ISBN 978-3-518-46599-8.
- Der ganze alte Scheiß. Schwarzer Turm, Weimar 2018, ISBN 978-3-934167-90-2.
- Hirara Natsume (Zeichnungen): Bibi & Miyu. Tokyopop, Hamburg 2019.
- Antigone. Carlsen Verlag, Hamburg 2019, ISBN 978-3-551-71352-0.
- Antoinette kehrt zurück. Schwarzer Turm, Weimar 2020, ISBN 978-3-934167-95-7.
- Zu Erlangen musst du ein Buch machen. Schwarzer Turm, Weimar 2022, ISBN 978-3-934167-99-5.
- Fangirl Fantasy. Carlsen, Hamburg 2024, ISBN 978-3-551-79995-1.

Romane
- Die Stadt der Schattenschläfer, Ueberreuter, Berlin 2024, ISBN 978-3-7641-5272-7

Cartoons
- Warum Katzen besser sind als Männer. Carlsen, Hamburg 2009, ISBN 978-3-551-68464-6.
- Warum Katzen die glücklicheren Menschen sind. Carlsen, Hamburg 2010, ISBN 978-3-551-68465-3.
- Warum Katzen keine Diäten machen. Carlsen, Hamburg 2011, ISBN 978-3-551-68255-0.

Anthologiebeiträge
- Lowschool. In: Manga Spot 2006. Animexx, München 2006, S. 49–67.
- Gevatter Tot. In: Es war keinmal (= Turm-Manga spezial). Band 1. Schwarzer Turm, Hünfeld 2006, ISBN 3-934167-30-6.
- Alle Wege führen nach Rom. In: Paper Theatre. Nr. 2. Schwarzer Turm, Weimar 2006, ISBN 3-934167-29-2, S. 51–72.
- Die Flut. In: Manga-Mixx. Nr. 3. Animexx, München 2007, DNB 1047275058, S. 70–88 (frei nach Herr Keuner und die Flut von Bertolt Brecht).
- Prinzessin auf der Erbse. In: Subway to Sally Storybook. Band 1. Egmont Manga & Anime, Köln 2008, ISBN 978-3-7704-6938-3, S. 181–188.
- Morgen bin ich weg. In: Paper Theatre. Nr. 6. Schwarzer Turm, Weimar 2009, ISBN 3-934167-29-2, S. 167–183.
- Kein Plan! In: Comix & Beer. 100 ganz legale Comicrightverletzungen. Comicstammtisch Leipzig, Leipzig 2009, S. 21.
- Das schwarze Meer. In: Subway to Sally Storybook. Band 2. Schwarzer Turm, Weimar 2012, ISBN 978-3-934167-58-2, S. 107–116.

Als Herausgeberin
- (mit Vicky Danko und Beatrice Beckmann): Paper Theatre Band 6 und 7[25]
- Subway to Sally Storybook 1 und 2
- Blütenträume 2 (= Turm-Manga spezial. Band 7). Schwarzer Turm, Weimar 2009, ISBN 978-3-934167-45-2.
- Blütenträume 3 (= Turm-Manga spezial. Band 9). Schwarzer Turm, Weimar 2010, ISBN 978-3-934167-49-0.